# Rémi Bonfils
Rémi Bonfils (París, 26 de septiembre de 1988) es un jugador francés de rugby que se desempeña como hooker.

## Selección nacional
Fue convocado a Les Bleus por primera vez en junio de 2016 para la gira que enfrentó a los Pumas en Argentina. En total lleva jugados dos partidos y marcó un try.

## Palmarés
- Campeón de la Copa Desafío de 2016–17.
- Campeón del Top 14 de 2014–15.